# Róbert Lantoši
Róbert Lantoši (* 24. září 1995 Prievidza) je slovenský profesionální hokejový útočník, momentálně působící v extraligovém týmu Bílí Tygři Liberec.
Má bronzovou medaili z Mistrovství světa juniorů v ledním hokeji 2015.

## Klubové statistiky
| Sezóna  | Klub                | Soutěž | Z. | G. | A. | B. |
| ------- | ------------------- | ------ | -- | -- | -- | -- |
| 2013–14 | VIK Västerås HK     | Allsv  | 1  | 1  | 0  | 1  |
| 2014–15 | VIK Västerås HK     | Allsv  | 15 | 1  | 1  | 2  |
| 2014–15 | IFK Arboga          | Div1   | 7  | 3  | 7  | 10 |
| 2015–16 | VIK Västerås HK     | Allsv  | 29 | 2  | 0  | 2  |
| 2015–16 | IFK Arboga          | Div1   | 4  | 1  | 2  | 3  |
| 2015–16 | HC Vita Hästen      | Allsv  | 8  | 0  | 0  | 0  |
| 2015–16 | Lindlövens IF       | Div1   | 8  | 0  | 8  | 8  |
| 2016–17 | IF Sundsvall Hockey | Div1   | 40 | 16 | 11 | 27 |
| 2017–18 | HC Nové Zámky       | SE     | 38 | 6  | 5  | 11 |
| 2017–18 | HC Nové Zámky B     | 2.SE   | 5  | 6  | 3  | 9  |
| 2017–18 | HK Nitra            | SE     | 9  | 1  | 2  | 3  |
| 2018–19 | HK Nitra            | SE     | 56 | 20 | 38 | 58 |
| 2019–20 | Providence Bruins   | AHL    | 50 | 11 | 20 | 31 |
| 2020–21 | HK Nitra            | SE     | 18 | 4  | 14 | 18 |
| 2020–21 | Providence Bruins   | AHL    | 25 | 9  | 6  | 15 |
| 2021–22 | Rögle BK            | SHL    | 6  | 1  | 0  | 1  |
| 2021–22 | Linköping HC        | SHL    | 42 | 10 | 12 | 22 |
| 2022–23 | BK Mladá Boleslav   | ČHL    | 46 | 7  | 20 | 27 |
| 2023–24 | BK Mladá Boleslav   | ČHL    | 50 | 20 | 27 | 47 |

### Reprezentační statistiky
| Rok                            | Tým                            | Soutěž                         | Z | G | A | B | TM |
| ------------------------------ | ------------------------------ | ------------------------------ | - | - | - | - | -- |
| 2025                           | Slovensko                      | MS                             | 6 | 1 | 1 | 2 | 2  |
| Seniorská reprezentace celkově | Seniorská reprezentace celkově | Seniorská reprezentace celkově | 6 | 1 | 1 | 2 | 2  |